# Chrześcijańsko-Demokratyczna Partia San Marino
Sanmaryńska Partia Demokratycznych Chrześcijan, wł. Partito Democratico Cristiano Sammarinese, PDCS – partia polityczna z San Marino założona 9 kwietnia 1948. Jej liderem jest Marco Gatti. W wyborach w 2006 zdobyła 32,9% głosów i zdobyła 21 z 60 miejsc.